# Steindachneridion
Steindachneridion es un género de peces de agua dulce de la familia Pimelodidae en el orden Siluriformes. Sus 6 especies habitan en aguas templado-cálidas y cálidas de América del Sur, y son denominadas comúnmente bagres cabezones o mocholos. La especie que alcanza mayor longitud (Steindachneridion scriptum) ronda los 90 cm de largo total; publicándose pesos de 5,5 kg.

## Distribución
Steindachneridion habita en aguas cálidas y templado-cálidas del este de América del Sur, en las cuencas atlánticas del oriente de Brasil, hasta la del Plata, en Paraguay, Uruguay, y el nordeste de la Argentina. 
S. amblyurus es endémico de la cuenca del río Jequitinhonha. S. doceanum es endémico de la cuenca del río Doce. S. melanodermatum es endémico de la cuenca del alto río Iguazú. S. parahybae es endémico de la cuenca del río Paraíba do Sul y de la cuenca del río Jequitinhonha. S. punctatum es endémico de la cuenca del río Paraná superior y de la cuenca del alto río Uruguay.  S . scriptum es endémico de la cuenca del río Uruguay.

## Taxonomía
Este género fue descrito originalmente en el año 1919 por los ictiólogos estadounidenses Rosa Smith Eigenmann y Carl H. Eigenmann, este último nacido en Alemania.
Especies
Este género se subdivide en 6 especies vivientes:
- Steindachneridion amblyurum (C. H. Eigenmann & R. S. Eigenmann, 1888) (del río Jequitinhonha)
- Steindachneridion doceanum (C. H. Eigenmann & R. S. Eigenmann, 1889) (del río Doce)
- Steindachneridion melanodermatum Garavello, 2005 (del río Iguazú)
- Steindachneridion parahybae (Steindachner, 1877) (del río Paraíba do Sul)
- Steindachneridion punctatum (A. Miranda-Ribeiro, 1918) (del río Uruguay)
- Steindachneridion scriptum (A. Miranda-Ribeiro, 1918) (del río Uruguay)

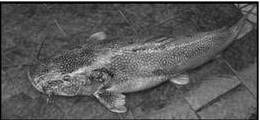
Steindachneridion doceanum.

Especies extintas
Fueron descritas 3 especies extintas de Steindachneridion, dos de ellas se exhumaron en la formación Tremembé, en la cuenca del río Paraíba do Sul. La primera fue S. iherengi (Woodward, 1898); si bien originalmente se lo hizo bajo el género Arius, pero posteriormente se la trasladó a Steindachneridion. Aunque considerada inicialmente de una edad pleistocénica, posteriormente se argumentó que en realidad es del Oligoceno superior. La segunda especie que se describió fue S. silvasantosi Figueiredo y Carvalho Costa-de 1999, proveniente de la misma formación.
La tercera especie extinta es S. ivy (Azpelicueta & Cione, 2016) encontrada en las proximidades de la ciudad de Paraná (ubicada en la ribera izquierda del río homónimo), en el oeste de la provincia de Entre Ríos. Los materiales fueron exhumados de sedimentos correspondientes a los perfiles estratigráficos inferiores de la formación Ituzaingó (fluvial); dicho horizonte de soporte es denominado “Conglomerado osífero” de la región mesopotámica de la Argentina. La edad atribuida es del Tortoniense (Mioceno). Originalmente fue ubicada en el género Phractocephalus (Phractocephalus ivy) pero posteriormente se descubrió que el ejemplar tipo (no así los paratipos) correspondía al género Steindachneridion, por lo cual se debió recombinar la especie, trasladándola a ese género, quedando la misma como Steindachneridion ivy.
Relaciones filogenéticas
La ubicación filogenética de Steindachneridion y su relación con otros géneros pimelódidos está aún sin resolver. En el pasado sus especies se las ha relacionado con Sorubim, con  Brachyplatystoma y con Pseudoplatystoma; también han sido clasificados como estrechamente relacionados con Phractocephalus y Leiarius.

## Relación con los humanos
Varias especies de Steindachneridion sufren una fuerte presión antrópica, mediante la modificación de su hábitat y especialmente debido a la sobrepesca y, en consecuencia, algunos de ellos están en peligro de extinción, extinguiéndose en varias partes de sus áreas de distribución original. Debido a su importancia económica como fuente de alimento, algunas estaciones de acuicultura están desarrollando programas de reproducción en cautividad de algunas especies de Steindachneridion. Los peces producidos por estos programas sería utilizados en las granjas comerciales, así como para restablecer las poblaciones naturales en hábitat degradados.